# أربعيني في العشرين (مسلسل)
أربعيني في العشرين - مسلسل كوميدي سعودي، من تأليف شريف بدر الدين، واخراج المخرج اللبناني ايلي حبيب، المسلسل تم عرضه في 2022م، من إنتاج أفلام إيجل.

## القصة
يستيقظ "فهد" من غيبوبة دامت معه أكثر من عشرين عامًا، ويجد نفسه في سن الأربعين من عمره، ويحاول التذكر والتعرف على كل شيء فاته في فترة الغيبوبة، ويفاجيء بطلاق زوجته "عهد" منه وتقربها من ابن عمه "صالح"، ويجد نفسه في مفترق طرق، إما أن يعيش وحيدًا، أو يدافع عن حياته السابقة ويحاول استردادها مهما كانت العواقب.

## طاقم العمل
شارك في المسلسل مجموعة كبيرة من نجوم الفن، نذكر من بينهم:
- عبد الله السدحان (في دور صالح/ الشيخ ريحان).
- أحمد شعيب (في دور فهد).
- مها عبد الله (في دور عهد).
- مريم الغامدي (في دور أم فهد).
- شيماء سبت (في دور رهف).
- بندر باجبع (في دور سلطان).
- تركي الشدادي (في دور سطام).
- إسراء عبد العزيز (في دور حصة).
- محمد الحجي (في دور أبو طلال).
- ندى توحيد (في دور نوف).
- محمد الهاشم (في دور طلال).
- نورا ياسين (في دور سديم).
- عبد الكريم باحكم (في دور نواف).
- روان الطويرقي (في دور رحمة).
- فرح عمرو (في دور ديمة).
- مريم محمود علي (في دور سلمى).
- محمد غباشي (في دور الطبيب بدر).
- أحمد السعيد (في دور مهند).

## حلقات المسلسل
| الحلقة           | ملخص الأحداث | ملاحظات |
| ---------------- | --- | ------- |
| الاولى           | يعيش فهد في غيبوبة منذ 20 عامًا بالمستشفى، وتتسبب ابنة عمه في رفض المستشفى بقائه، فتضطر والدته لاتخاذ قرار بنقله واستكمال علاجه بالمنزل.                                                                                         |         |
| االثانية         | يستيقظ فهد من غيبوبته، ويبدأ في التعرف إلى أفراد أسرته، وعلى الجانب الآخر يحاول ابن عمه صالح إقناع عهد بالزواج منه بعد طلاقها من فهد.                                                                                           |         |
| الثالثة          | فهد يتذكر عهد، ويفاجئها ليلة زفافها على ابن عمه صالح، قتفقد عهد الوعي وتنقل إلى المستشفى، وتكتشف استفاقة فهد من غيبوبته بعد كل هذه السنوات.                                                                                     |         |
| الرابعة          | يقرر فهد إعادة عهد إلى ذمته، تثور حصة وتتشاجر معه لانتظارها كل هذه السنوات للزواج منه، وتطلب عهد من فهد استقبال طلال خطيب ابنته نوف في منزله.                                                                                   |         |
| الخامسة          | يتسبب فهد في احراج أبو طلال أثناء تقدمه لطلب زواج ابنه من نوف، يتدخل صالح ويصلح الأمر، ويكتشف فهد رغبة صالح في الزواج من عهد.                                                                                                   |         |
| السادسة          | رهف وزوجها سلطان يوهمان فهد بسرقة صالح لأمواله، والتسبب في إفلاسهم، فيقرر فهد ادخاله السجن، ولكنه يتذكر ما حدث سابقًا قبل دخوله الغيبوبة، وبراءة صالح من تهمة السرقة.                                                            |         |
| السابعة          | فهد يخبر عائلته بأنه هو من أخذ النقود قبل الغيبوبة، فتغضب شقيقته رهف وتتهمه بالسرقة، وصالح يخبر فهد بأنه أعطى النقود لعهد وأفتتح بها المطعم.                                                                                    |         |
| الثامنة          | ترفض عهد في بداية الأمر مشاركة فهد في المطعم، وتسعد حصة من رغبة فهد في الزواج منها. |         |
| التاسعة          | تفتتح عهد المطعم الجديد، ويستاء صالح منها بعد اكتشافه اعلان خطبتهما ردَا على اعلان فهد لخطبته من حصة. |         |
| العاشرة          | يستاء طلال من حديث نوف مع ابن عمتها سطام، وفهد يخبر عهد في رغبته من إقامة زفافه على حصة بالمطعم. |         |
| الحادية عشر      | يفقد فهد وعيه أثناء زفافه على حصة، ويقرر سلطان استغلال الأمر بكتابة قصته ونشرها، ويصبح فهد مشهور. |         |
| الثانية عشر      | صالح ينصح حصه بتقليد تصرفات عهد، من أجل أن تشد انتباه فهد لها، وتستاء عهد من قرارات فهد الأخيرة، والتي منها موافقته على زواج ابنته قد إتمامها لدراستها، وايضًا انتاجه لألبوم غنائي لصالح ابنه.                                   |         |
| الثالثة عشر      | صالح وعهد يقرران القيام بإجازة من إدارة المطعم، وترك كل شيء تحت إدارة فهد، الذي يجد نفسه في موقف لا يحسد عليه. |         |
| الرابعة عشر      | تقع حادثة تسمم لأحد الزبائن في المطعم، وتقرر الشرطة غلق المطعم، وتبدأ التحقيق مع فهد الذي يشك في أن عهد له يد في الحادث. |         |
| الخامسة عشر      | يختفي فهد، والجميع يبحث عنه، وتلجأ حصة للشيخ ريحان، وعندما تصل إليه يرفض العودة معها، ويسجل فيديو يعتذر فيه لعهد. |         |
| السادسة عشر      | يدخل فهد في حالة اكتئاب شديدة، ويرفض التعامل مع أحد، ويخبر المحامي ماجد بقراره الاعتراف بأنه ليس أهلاً لإدارة المطعم. |         |
| السابعة عشر      | عهد تشكر فهد على اعترافاته، وتعيد افتتاح المطعم مرة أخرى مع صالح، ويقرر فهد مقابلة زميل سلطان بشأن وظيفة جديدة. |         |
| الثامنة عشر      | يفكر فهد في اختراع سيارة، وتعترض رهف بشدة على هذه الفكرة، وتلوم عهد طلال على طلبه من نواف السفر معه بعد الزواج على أن تتحمل والدتها مصاريف دراستها بالخارج.                                                                     |         |
| التاسعة عشر      | يفشل فهد في مشروعه الجديد، ويعرض عليه سطام فكرة عرض اعلان وجمع تبرعات، وتكون عهد أول من يسانده. |         |
| العشرون          | يعرض أبو طلال على فهد مشاركته في مشروعه الجديد، ويكتشف نواف حقيقة ديما، وينهي فكرة ارتباطه بها. |         |
| الحادية والعشرون | تحاول ريم إقناع فهد بضرورة عمل دراسة جدوى لمشروع السيارات، وتكتشف نوف كذب طلال عليها وأنه ادعى عدم موافقة والده على استكمال دراستها.                                                                                            |         |
| الثانية والعشرون | يتفق فهد مع ريم على انشاء المشروع، ويعرض على ابن شقيقته العمل معه، في حين تقوم نوف بإخبار صالح بأنه وراء تأخر زواجه من أمها عهد. ويعرض صالح على فهد مكان لإقامة مشروعه.                                                         |         |
| الثالثة والعشرون | تظن رحمة بتقرب سطام لها في العمل، وتطلب عهد من فهد مساعدتها لإقناع نوف بعدم ترك دراستها، وتخبر شقيقة سدايم أمها بوجود علاقة بين سدايم ونواف.                                                                                    |         |
| الرابعة والعشرون | تتشاجر رهف مع عهد، وتطلب منها ابتعاد ابنها نواف عن بنتها سدايم، وريم تخبر سطام عن ماضي رحمة. |         |
| الخامسة والعشرون | تتشاجر ريم مع سلطان لنشره معلومات عن مشروع السيارات، ويقرر طلال الانفصال عن نوف، ويشعر فهد بتقربه واعجابه بريم. |         |
| السادسة والعشرون | يجد فهد نفسه واقعًا في حب ريم، ويصارحها بذلك، بينما تحاول ديما البحث عن أية معلومات عن مشروع فهد الجديد، وتتشاجر رهف مع شقيقها فهد، وترفض زواج ابنه نواف من ابنتها.                                                              |         |
| السابعة والعشرون | يدعو فهد الجميع إلى منزله بعد انتهاء المؤتمر الصحفي للسيارة الجديدة، وترفض ريم في بداية الأمر قيادة فهد للسيارة في سباق الرالي، ومن ناحية أخرى تؤكد عهد لفهد أنهما أصبحا صديقين ليس إلا.                                        |         |
| الثامنة والعشرون | يقع حادث سيارة لفهد في السباق، ويدخل في غيبوبة، وتراه عهد في منامها يخبرها بأن أحد الأشخاص قام بإفساد فرامل السيارة، تحاول ديما إعادة المياة لمجاريها بينها وبين نواف.                                                          |         |
| التاسعة والعشرون | عهد تخبر أبو طلال برؤيتها في المنام، وتقرر ريم البحث عن مهند الذي أفسد الفرامل، وعلى الجانب الآخر يطلب طلال من نوف العودة له ويوافق على استكمال دراستها.                                                                        |         |
| الثلاثون         | تحقق الشرطة مع ديما، وتلقي القبض على مهند، ويفيق فهد من غيبوبته ويخبر صالح بأنه مازال يحب عهد، وأنه في الوقت نفسه مرتبط بريم، وعلى الجانب الآخر يتشاجر سلطان مع زوجته ويمنعها من اتخاذ أية قرارات، وتخبر حصة فهد بخطبتها لراشد. |         |